# Cayratia ibuensis
Cayratia ibuensis är en vinväxtart som först beskrevs av Joseph Dalton Hooker, och fick sitt nu gällande namn av Karl Suessenguth. Cayratia ibuensis ingår i släktet Cayratia och familjen vinväxter. Inga underarter finns listade i Catalogue of Life.